# José Abascal y Carredano
José Abascal y Carredano (Pontones, 1 de septiembre de 1829-Madrid, 19 de febrero de 1890) fue un político progresista español, alcalde de Madrid durante la Restauración.

## Biografía

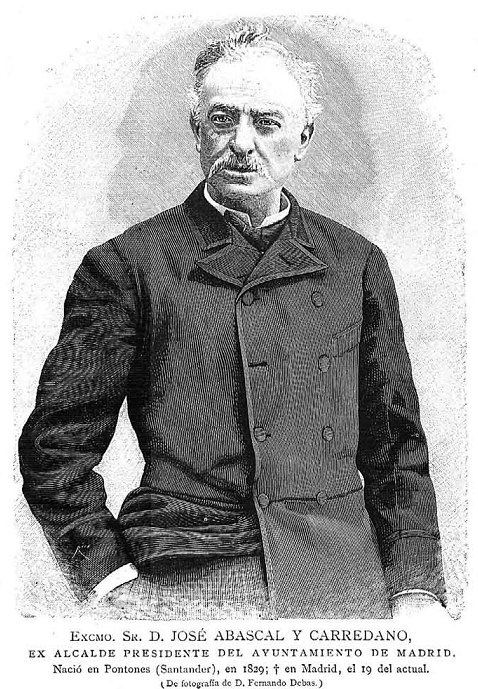
Retrato de José Abascal

Nacido en Pontones el 1 de septiembre de 1829, estudió humanidades y filosofía en el colegio de Vicente Masarnau en Madrid, y después medicina en el colegio de San Carlos. En 1848, tras la muerte de su padre, Abascal se hizo cargo del taller de cantería que aquel regentaba.
Durante su vida política formó parte de la junta revolucionaria de Madrid de 1868, fue diputado por Alicante y Alcalá de Henares en 1869, y nuevamente por Alicante en 1871, senador por Alicante en 1872, por Guadalajara en 1877 y vitalicio en 1881 y alcalde de Madrid entre 1881-83 y 1885-89.
Falleció en Madrid el 19 de febrero de 1890.

## Reconocimiento
En Madrid tiene dedicada una calle. Se le distinguió con la:
- Gran Cruz de las órdenes de Carlos III e Isabel la Católica
- Cruz de Primera Clase de la Orden Civil de Beneficencia
- Gran Oficial de la Legión de Honor Francesa
- Gran Cruz de la Orden del Nichan Iftijar de Túnez.